# Lei Ogúlnia
A Lei Ogúlnia (em latim: Lex Ogulnia), datada de 300 a.C., possibilitou aos plebeus o ingresso nos colégios sacerdotais. Recebeu este nome por causa dos dois tribunos da plebe que a propuseram, os irmãos Quinto Ogúlnio Galo, que seria cônsul em 269 a.C., e Cneu Ogúlnio Galo.
Foi promulgada depois do Ius Flavianum que data de 304 a.C, que terminou com o secretismo que envolvia o direito romano até então, pelo facto de estar nas mãos dos sacerdotes pontífices, escolhidos de entre patrícios e que perpetuavam uma aplicação parcial do direito, beneficiando patrícios em detrimento de plebeus.